# Brunelleschi (krater)
Brunelleschi är en nedslagskrater på planeten Merkurius, med en diameter på ungefär 128 kilometer.
Den är uppkallad efter den italienske arkitekten Filippo Brunelleschi.